# مسجد خواجه‌زاده آل‌سنجق
مسجد خواجه‌زاده آل‌سَنجَق یک مسجد در ازمیر ترکیه است. این مسجد در محله آل‌سنجق این شهر، در تقاطع بلوار شاعر اشرف و بلوار  علی چتین‌کایا قرار دارد. مسجد کلاسیک به سبک عثمانی بین سال‌های ۱۹۴۸ و ۱۹۵۰ با تلاش بنیاد خواجه‌زاده احمد راغب اوزومجو ساخته شد. ساختمان آن عمدتاً سفید است اما گنبدهای اصلی آبشاری و ایوان‌های دوتایی مناره‌ها آبی است. شهرداری ازمیر و شورای عالی بناهای تاریخی در سال ۲۰۰۲ مرمتی را در این مسجد انجام دادند